# Dorstone Castle
Dorstone Castle är ett slott i Storbritannien.   Det ligger i grevskapet Herefordshire och riksdelen England, i den södra delen av landet, 210 km väster om huvudstaden London. Dorstone Castle ligger 163 meter över havet.
Terrängen runt Dorstone Castle är kuperad västerut, men österut är den platt. Runt Dorstone Castle är det ganska tätbefolkat, med 93 invånare per kvadratkilometer. Närmaste större samhälle är Hereford, 19,8 km öster om Dorstone Castle. Trakten runt Dorstone Castle består i huvudsak av gräsmarker.